# メゾン・ド・イーコエ
メゾン・ド・イーコエは、エムティーアイが運営していたアニラジレーベル。
正式には「メゾン・ド・イーコエ〜もしも声優がいっぱい住んでいるマンションがあったら〜」（メゾン・ド・イーコエ もしもせいゆうがいっぱいすんでいるマンションがあったら）。略称は「もし声」で、Twitterのハッシュタグとして「#もしこえ」も使用される。

## 概要
とある街に建つ、声優ばかりが集まる不思議なマンション「メゾン・ド・イーコエ」が舞台となっており、当マンションの部屋に住んでいるという設定上にある声優らがパーソナリティとなり、ラジオ番組を受け持つ。
ListenRadioでの配信
ListenRadioでは2014年8月から2015年9月まで各番組が毎週配信された。リスラジ（ListenRadioの公式略称）は運営開始当初からアニソン専門チャンネルは存在したが、声優などが登場するアニラジはこれが初となった。リスラジにおいての配信時間は、原則として月曜日から土曜日まで 21:00を初回配信とし、初回配信終了後に前回分を再放送していた。なお、日曜日は再配信分を2回繰り返す編成をとっていた。
超!A&G+、ニコニコ動画での配信
2015年10月からは超!A&G+に配信局が変更になった。各番組が火曜日以外が隔週で交互に配信され、19:30 - 20:00 に配信された。リピート放送は翌日（金曜日の番組は翌週月曜日）の7:30 - 8:00 にて配信された。また、ニコニコ動画「メゾン・ド・イーコエチャンネル」でも火曜日以外の番組が隔週配信され、当日の20:00 - 23:59まで無料でアーカイブ聴取出来た。翌日以降は有料会員のみがアーカイブ聴取出来、同時配信のおまけ動画も有料会員のみが視聴出来た。
2016年4月から各番組の配信が毎週月曜日から金曜日まで 19:00 - 19:30 に変更された。リピート放送は翌日（金曜日の番組は翌週月曜日）の7:00 - 7:30 にて配信された。ニコニコ動画「メゾン・ド・イーコエチャンネル」でも毎週配信となり、無料聴取時間帯が19:30 - 23:59に変更となった。『おぺれ〜しょん“えぬ”』と『M✕Mラボ』は、ニコニコ動画 「サウンド・ウィングチャンネル」に移動し、月1回の動画付き有料放送に変更された。また、dmm.yell とのコラボも行われた。
2016年12月末をもってメゾン・ド・イーコエが終了し、2017年1月から『高野麻里佳 あなたの隣家のまりんか（番組終了）』『山崎エリイ 星の宮殿（番組終了）』『Pyxisの夜空の下de Meeting（番組終了）』が単独番組として曜日と時間を変えずに超!A&G+にて配信が継続された。ニコニコ動画「メゾン・ド・イーコエチャンネル」は2016年12月末で全ての番組の配信が終了した（ニコニコ生放送では『みーなのマジカルプラネット ニコ生編』と『長妻樹里のごはんにする?おふろにする?それともニコ生?』が2017年1月まで生配信された。）。

## 終了した番組（移動を含む）

### M×Mラボ
配信時間
- ListenRadio
  - 毎週土曜日 21:00 - 21:30（2014年8月16日 - 2015年9月26日）

- 超!A&G+
  - 本放送：隔週月曜日 19:30 - 20:00、リピート放送：隔週火曜日 7:30 - 8:00（2015年10月5日 - 2016年3月21日）

- ニコニコ動画 メゾン・ド・イーコエ チャンネル
  - 隔週月曜日 20:00より（2015年10月5日 - 2016年3月21日）

- ニコニコ動画 サウンドウィングチャンネル
  - 毎月第3水曜日配信（2016年4月20日 - 12月21日）

パーソナリティ
- 三宅麻理恵（主任）（B1）、田澤茉純（助手）
- 過去の助手：早瀬莉花（2016年3月21日まで担当）

Twitterハッシュタグ
- 「#MxMラボ」

### 長妻樹里のごはんにする?おふろにする?それともラジオ?
配信時間
- ListenRadio
  - 毎週月曜日 21:00 - 21:30（2014年8月18日 - 2015年9月28日）

- 超!A&G+
  - 本放送：隔週金曜日 19:30 - 20:00、リピート放送：隔週月曜日 7:30 - 8:00（2015年10月16日 - 2016年4月1日）

- ニコニコ動画 メゾン・ド・イーコエ チャンネル
  - 隔週金曜日 20:00より（2015年10月16日 - 2016年4月1日）

- ニコニコ生放送 メゾン・ド・イーコエ チャンネル
  - 『長妻樹里のごはんにする?おふろにする?それともニコ生?』として月1回生配信（2016年4月26日 - 2017年1月17日）

パーソナリティ
- 長妻樹里（812号室）

Twitterハッシュタグ
- 「#wife812」

### みーなのマジカルプラネット
配信時間
- ListenRadio
  - 毎週木曜日 21:00 - 21:30（2014年8月21日 - 2015年9月24日）

- 超!A&G+
  - 本放送：隔週木曜日 19:30 - 20:00、リピート放送：隔週金曜日 7:30 - 8:00（2015年10月15日 - 2016年3月31日）

- ニコニコ動画 メゾン・ド・イーコエ チャンネル
  - 隔週木曜日 20:00より（2015年10月15日 - 2016年3月31日）

- ニコニコ生放送 メゾン・ド・イーコエ チャンネル
  - 『みーなのマジカルプラネット ニコ生編』として月1回生配信（2016年4月8日 - 2017年1月13日）

パーソナリティ
- 高橋未奈美（317号室）

Twitterハッシュタグ
- 「#miiiiiina_pla」

### 大森日雅のおやすみマーメイド
配信時間
- ListenRadio
  - 毎週金曜日 21:00 - 21:30（2014年8月22日 - 2015年9月25日）

- 超!A&G+
  - 本放送：隔週金曜日 19:30 - 20:00、リピート放送：隔週月曜日 7:30 - 8:00（2015年10月9日 - 2016年3月25日）

- ニコニコ動画 メゾン・ド・イーコエ チャンネル
  - 隔週金曜日 20:00より（2015年10月9日 - 2016年3月25日）

パーソナリティ
- 大森日雅（201号室）

Twitterハッシュタグ
- 「#おやすみマーメイド」

### うちだのいぬまに
配信時間
- ListenRadio
  - 毎週水曜日 21:00 - 21:30（2014年9月17日 - 2015年9月30日）

- 超!A&G+
  - 本放送：隔週水曜日 19:30 - 20:00、リピート放送：隔週木曜日 7:30 - 8:00（2015年10月7日 - 2016年3月23日）

- ニコニコ動画 メゾン・ド・イーコエ チャンネル
  - 隔週水曜日 20:00より（2015年10月7日 - 2016年3月23日）

パーソナリティ
- 内田彩（200号室）

Twitterハッシュタグ
- 「#uchiinu」

### みつおとさわこのミルクとお砂糖は?
配信時間
- 超!A&G+
  - 2014年8月8日 16:00 - 17:00 に特別番組として配信

- ListenRadio
  - 毎週火曜日 21:00 - 22:00（2014年10月7日 - 2015年3月31日）

パーソナリティ
- 岩田光央（101号室）、秦佐和子

### "回覧版"もしも声優がいっぱい住んでいるマンションがあったら
配信時間
- 超!A&G+
  - 本放送：毎週金曜日 22:00 - 22:30、リピート放送：毎週月曜日 10:00 - 10:30（2014年10月10日 - 12月）
  - 本放送：毎週月曜日 18:30 - 19:00、リピート放送：毎週火曜日 8:30 - 9:00（2015年1月5日 - 3月）

パーソナリティ
- 岩田光央（101号室）、秦佐和子

### メゾン・ド・イーコエの2h
配信時間
- 超!A&G+
  - 本放送：毎週月曜日 19:00 - 21:00、リピート放送：毎週火曜日 13:00 - 15:00（2015年1月5日 - 3月30日）

パーソナリティ
- 長妻樹里（812号室）、Machico
- アシスタント：西山宏太朗

### 長縄まりあ HAPPY ぬ〜 LIFE!
配信時間
- ListenRadio
  - 毎週木曜日 22:00 - 22:30（2015年2月5日 - 9月24日）

- 超!A&G+
  - 本放送：隔週木曜日 19:30 - 20:00、リピート放送：隔週金曜日 7:30 - 8:00（2015年10月8日 - 2016年3月24日）

- ニコニコ動画 メゾン・ド・イーコエ チャンネル
  - 隔週木曜日 20:00より（2015年10月8日 - 2016年3月24日）

パーソナリティ
- 長縄まりあ（301号室）

Twitterハッシュタグ
- 「#nu301」

### カフェ・ド・ボイス・ダイアリー
配信時間
- ListenRadio
  - 毎週火曜日 21:00 - 22:00（2015年4月7日 - 9月29日）

- 超!A&G+
  - 本放送：毎週火曜日 19:30 - 20:00、リピート放送：毎週水曜日 7:30 - 8:00（2015年10月6日 - 2016年3月29日）
  - 本放送：毎週火曜日 19:00 - 19:30、リピート放送：毎週水曜日 7:00 - 7:30（2016年4月5日 - 12月27日）

- ニコニコ動画 メゾン・ド・イーコエ チャンネル
  - 毎週火曜日 20:00より（2015年10月6日 - 2016年3月29日）
  - 毎週火曜日 19:30より（2016年4月5日 - 12月27日）

パーソナリティ
- 岩田光央（カフェマスター）（101号室）、Machico（ウェイトレス）
- 過去のウェイトレス：鈴木絵理（2016年3月29日まで担当）

Twitterハッシュタグ
- 「#cafevo101」

### 山崎エリイ 星の宮殿
配信時間
- ListenRadio
  - 毎週水曜日 22:00 - 22:30（2015年4月8日 - 9月30日）

- 超!A&G+
  - 本放送：隔週水曜日 19:30 - 20:00、リピート放送：隔週木曜日 7:30 - 8:00（2015年10月14日 - 2016年3月30日）
  - 本放送：毎週水曜日 19:00 - 19:30、リピート放送：毎週木曜日 7:00 - 7:30（2016年4月6日 - 2017年3月29日）

- ニコニコ動画 メゾン・ド・イーコエ チャンネル
  - 隔週水曜日 20:00より（2015年10月14日 - 2016年3月30日）
  - 毎週水曜日 19:30より（2016年4月6日 - 12月28日）

パーソナリティ
- 山崎エリイ（600号室）

Twitterハッシュタグ
- 「#star_600」

コーナー
- メール紹介 - ふつおたコーナー。
- 二十歳までにきっとできるもん - 山崎が二十歳になるまでにやっておくべきことをリスナーから募集し、それをチャレンジしていくコーナー。
- エリイの知らないHOTワード - 山崎が知らないであろう若者言葉や流行っている事をリスナーから募集するコーナー。
- おなやミュージック - リスナーからの悩み相談に答えていくコーナー。最後に山崎が相談者に合った曲をプレゼントする。
- 星の音楽隊 - リスナーから演奏して欲しいお題を募集し、山崎がそれに合わせたメロディを奏でるコーナー。

### おぺれ〜しょん“えぬ”
配信時間
- 超!A&G+
  - 本放送：隔週月曜日 19:30 - 20:00、リピート放送：隔週火曜日 7:30 - 8:00（2015年10月12日 - 2016年3月28日）

- ニコニコ動画 メゾン・ド・イーコエ チャンネル
  - 隔週月曜日 20:00より（2015年10月12日 - 2016年3月28日）

- ニコニコ動画 サウンドウィングチャンネル
  - 毎月第2水曜日配信（2016年4月13日 - 12月14日）

パーソナリティ
- 高森奈津美（723号室）、大森日雅（201号室）

Twitterハッシュタグ
- 「#n723」

### 高野麻里佳 あなたの隣家のまりんか
配信時間
- 超!A&G+
  - 本放送：毎週月曜日 19:00 - 19:30、リピート放送：毎週火曜日 7:00 - 7:30（2016年4月4日 - 2017年3月27日）

- ニコニコ動画 メゾン・ド・イーコエ チャンネル
  - 毎週月曜日 19:30より（2016年4月4日 - 12月26日）

パーソナリティ
- 高野麻里佳（222号室）

vハッシュタグ
- 「#りんかま」

コーナー
- 回覧板コーナー - お隣さん（リスナー）のメールを紹介するコーナー。
- 突撃となりの萌えゼリフ - リスナーからシチュエーション萌えゼリフを募集するコーナー。
- 高野麻里佳のプロフィール制作委員会 - 番組オリジナルの高野のプロフィールを作っていくコーナー。
- 高野麻里佳検定 - 視聴者が高野に関するクイズに挑戦し、3問中2問正解者は次回配信回まで「高野マリカー」を名乗ることが出来る。
- りんかまお悩み相談室 - リスナーから送られてくる悩み相談を解決していく。

### 大森日雅・鈴木絵理 今夜もSPAで待ち合わせ♪
配信時間
- 超!A&G+
  - 本放送：毎週金曜日 19:00 - 19:30、リピート放送：毎週月曜日 7:00 - 7:30（2016年4月8日 - 12月30日）

- ニコニコ動画 メゾン・ド・イーコエ チャンネル
  - 毎週金曜日 19:30より（2016年4月8日 - 12月30日）

パーソナリティ
- 大森日雅（201号室）、鈴木絵理

Twitterハッシュタグ
- 「#026spa」

### Pyxisの夜空の下de Meeting
配信時間
- 超!A&G+
  - 本放送：毎週火曜日（月曜深夜） ・水曜日（火曜深夜）0:25頃より10分、木曜日（水曜深夜）・金曜日（木曜深夜）0:30頃より10分（2020年3月30日 - 2023年6月30日）（「鷲崎健のヨルナイト×ヨルナイト」内フロート番組。「ヨルナイト」を同時配信するニコニコ生放送では配信されなかった。）
  - リピート配信：毎週月曜日・火曜日 12:25頃より10分、水曜日・木曜日 12:30頃より10分（2020年3月30日 - 2023年3月30日）（「鷲崎健のヨルナイト×ヨルナイト」リピート配信に準ずる、7日前の配信分のリピート。）

過去の配信時間
- 超!A&G+
  - 本放送：毎週木曜日 19:00 - 19:30（2016年4月7日 - 2020年3月26日）
  - リピート配信：毎週金曜日 7:00 - 7:30（2016年4月7日 - 2018年9月28日）

- ニコニコ動画 メゾン・ド・イーコエ チャンネル
  - 毎週月曜日 19:30より（2016年4月7日 - 12月29日）

パーソナリティ
- Pyxis（伊藤美来 〈1012号室〉、豊田萌絵 〈315号室〉）

コーナー
- メール紹介 - ふつおたコーナー。
- 届いて 萌絵リプジングル - リスナーから募集したツイート文に対して、豊田が塩対応気味にリプを返し、ジングルとして紹介する。
- 一般常識注意報 - 一般常識クイズにパーソナリティが挑戦していくコーナー。
- どうして私は私なの - どう考えても答えが分からない疑問をリスナーから募集し、それについてパーソナリティがぼんやりと話し合っていくコーナー。
- 妄想Pyxisアニメ - いつか、パーソナリティの2人がアニメの主演を飾る際に、そのアニメの理想のストーリー、キャラクター、主題歌などをリスナーの意見も交えて話し合っていくコーナー。
- 助けて ミクライダー - 番組エンディングに近い時間に出現する怪人を伊藤が倒していくコーナー。

## メゾン・ド・イーコエ スペシャルイベント
ListenRadio presents 2014 夏の新番組発表会（仮）
2014年7月。このイベントの中で配信が発表された。
また、『ミルクとお砂糖は？』の放送開始で「全室入居完了（＝放送開始）」とされたこともあり、『うちだのいぬまに』『マジカルプラネット』『おやすみマーメイド』『Ｍ×Ｍラボ』『ごはんにする？おふろにする？それともラジオ？』は一挙放送された。
岩田光央と秦 佐和子が送る『みつお と さわこの ミルクとお砂糖は？』の本放送がいよいよスタート！「メゾン・ド・イーコエ」全ラインナップ揃う！ - リスアニWEB
お正月だよ!メゾン・ド・イーコエ〜もしも声優がいっぱい住んでいるマンションで新年会があったら2015〜
2015年1月4日　（昼夜2回開催）、品川ステラボールで、当時の住人が集まって行われた。ゲストにハート♡インベーダーが登場。
このうち、夜の部は animeloLIVE! で配信。